# Giro di Lombardia 1997
La Giro di Lombardia 1997, novantunesima edizione della corsa e valida come evento di chiusura della Coppa del mondo di ciclismo su strada 1997, fu disputata il 18 ottobre 1997, per un percorso totale di 250 km. Fu vinta dal francese Laurent Jalabert, al traguardo con il tempo di 5h48'44" alla media di 43,013 km/h.
Partenza a Varese con 173 ciclisti di cui 56 portarono a termine il percorso.

## Squadre partecipanti
| N. | Cod. | Squadra                   |
| -- | ---- | ------------------------- |
|    | ASI  | Asics-CGA                 |
|    | BRE  | Brescialat-Oyster         |
|    | COF  | Cofidis                   |
|    | CSO  | Casino-C'est votre Equipe |
|    | CTA  | Cantina Tollo-Carrier     |
|    | FDJ  | La Française des Jeux     |
|    | FES  | Festina-Lotus             |
|    | GAN  | GAN                       |
|    | LOT  | Lotto-Mobistar-Isoglass   |
|    | MAG  | MG Maglificio-Technogym   |

| N. | Cod. | Squadra                     |
| -- | ---- | --------------------------- |
|    | MAP  | Mapei-GB                    |
|    | MER  | Mercatone Uno-Scanavino     |
|    | ONC  | ONCE                        |
|    | PLT  | Team Polti                  |
|    | RAB  | Rabobank                    |
|    | REF  | Refin-Mobilvetta            |
|    | ROS  | Roslotto-ZG Mobili          |
|    | SAE  | Saeco-AS Juvenes San Marino |
|    | TEL  | Team Deutsche Telekom       |
|    | TVM  | TVM-Farm Frites             |

## Ordine d'arrivo (Top 10)
| Pos. | Corridore            | Squadra       | Tempo    |
| ---- | -------------------- | ------------- | -------- |
| 1    | Laurent Jalabert     | ONCE          | 5h48'44" |
| 2    | Paolo Lanfranchi     | Mapei-GB      | s.t.     |
| 3    | Francesco Casagrande | Saeco         | s.t.     |
| 4    | Michele Bartoli      | MG Maglificio | a 3"     |
| 5    | Paolo Valoti         | Cantina Tollo | a 1'07"  |
| 6    | Axel Merckx          | Team Polti    | a 1'30"  |
| 7    | Andrea Tafi          | Mapei-GB      | a 1'31"  |
| 8    | Davide Rebellin      | F. des Jeux   | a 1'32"  |
| 9    | Wladimir Belli       | Brescialat    | a 2'21"  |
| 10   | Alessandro Bertolini | MG Maglificio | s.t.     |